# WTA Tour Championships 1993
Il WTA Tour Championships 1993 è stato un torneo di tennis femminile che si è giocato al Madison Square Garden di New York negli USA dal 15 al 21 novembre su campi in sintetico indoor. È stata la 23ª edizione del torneo di fine anno di singolare, la 18a del torneo di doppio.

## Campionesse

### Singolare
Steffi Graf ha battuto in finale  Arantxa Sánchez Vicario con il punteggio di 6–1, 6–4, 3–6, 6–1

### Doppio
Gigi Fernández /  Nataša Zvereva hanno battuto in finale  Jana Novotná /  Larisa Neiland con il punteggio di 6–3, 7–5